# Federazione pallavolistica della Svezia
La Federazione svedese di pallavolo (swe. Svenska Volleybollförbundet, SVF) è un'organizzazione fondata nel 1961 per governare la pratica della pallavolo in Svezia.
Organizza il campionato maschile e femminile, e pone sotto la propria egida la nazionale maschile e femminile.
Ha aderito alla FIVB nel 1961.